# José Cortés López
José Cortés López (Baeza, 13 de setembre de 1883-1958) va ser un jurista i polític espanyol, membre de la Junta Tècnica de l'Estat.

## Biografia
Llicenciat en dret, esdevingué jutge i el 1935 va promocionar a magistrat d'Audiència i president de Sala de Las Palmas. Va ser el primer  ministre de Justícia de la Junta Tècnica de l'Estat de Francisco Franco entre el 3 d'octubre de 1936 i el 30 de gener de 1938, en iniciar-se la Guerra civil espanyola. Posteriorment fou nomenat governador civil de Las Palmas.
El 1942 fou nomenat magistrat i president de l'Audiència Provincial de Terol, i posteriorment de la de Guadalajara, i el 1947 fou nomenat Magistrat del Tribunal Suprem d'Espanya. El 1958 va rebre la Gran Creu de l'Orde de Sant Ramon de Penyafort.